# Joachim Richborn

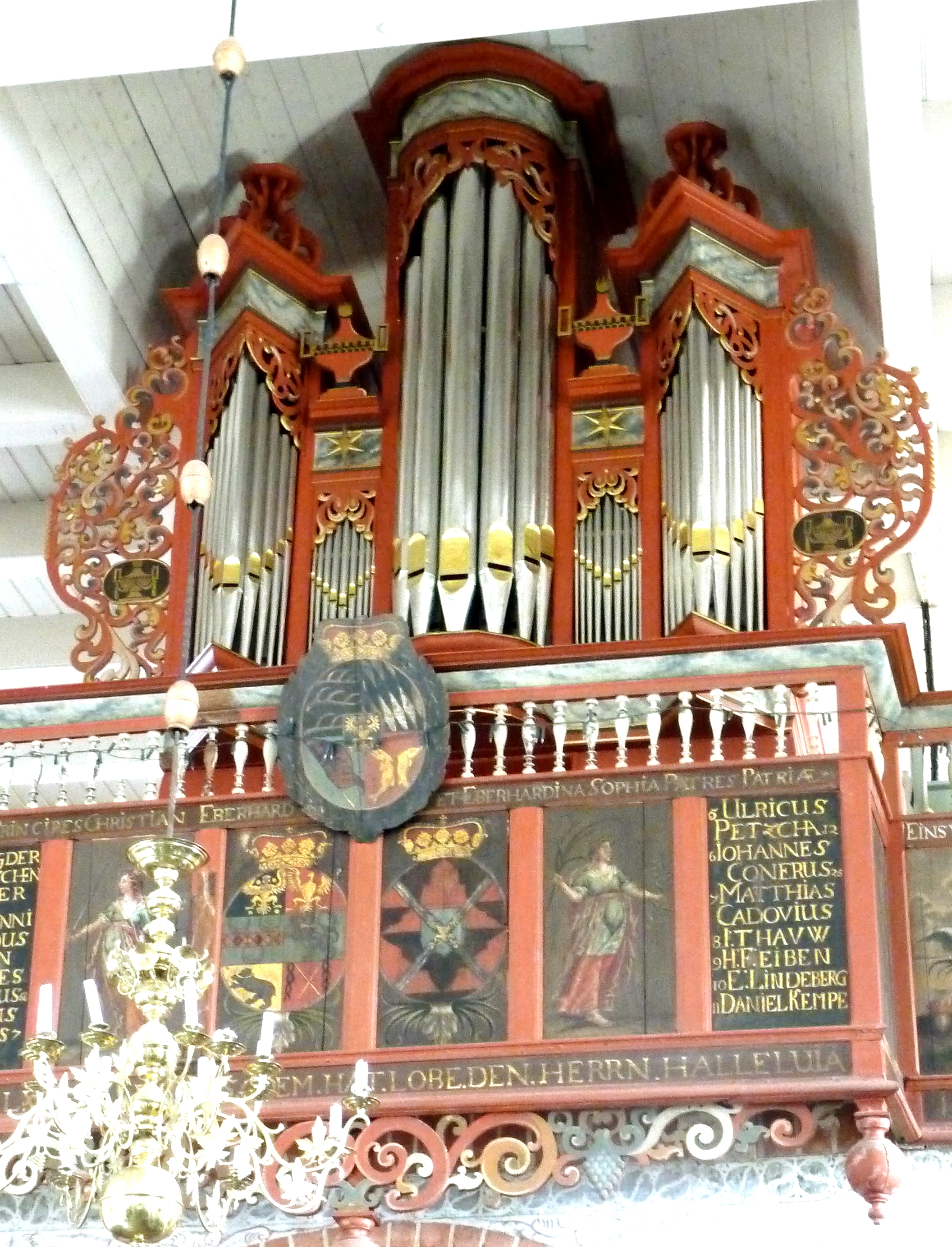
Orgel in Buttforde, 1681

Joachim Richborn († 1684) war ein deutscher Orgelbaumeister. Er wirkte in der zweiten Hälfte des 17. Jahrhunderts in Norddeutschland und in Skandinavien und gilt als einer der bedeutendsten Hamburger Orgelbauer vor und während Arp Schnitgers Wirkungszeit.

## Leben
Joachim Richborn stammte aus Hamburg und war möglicherweise ein Schüler des Orgelbauers Friedrich Stellwagen. 1676 war er an der Reparatur der Orgel in der Kirche St. Maria Magdalena zu Hamburg beteiligt und hat auch Arbeiten in Møgeltønder (Dänemark) abgeliefert.
Richborns erster großer Orgelneubau war die Orgel der ersten Michaeliskirche in der Hamburger Neustadt. Matthias Weckmann, 1655–1674 Organist an der Hamburger Hauptkirche St. Jacobi, ist in den ersten Jahren Richborns selbständiger Tätigkeit mehrfach in Zusammenhang mit dessen Orgelbautätigkeit nachweisbar. Er trat auch als Taufpate in Richborns Familie in Erscheinung.
Große Umbauten führte Richborn 1673 an der großen Orgel der Lübecker Marienkirche für Dieterich Buxtehude und 1674 an der großen Orgel der Hamburger Katharinenkirche für Johann Adam Reincken durch. 1671–1673 erfolgte Richborns umfassender Erweiterungsumbau der Orgel der Lübecker Jakobikirche auf 51 Register und drei Manuale. Die Arbeit wurde von Dieterich Buxtehude abgenommen, und bis heute sind dort noch einige Register aus Richborns Hand erhalten. Die Beschriftung der Tonbuchstaben aus Kreide auf diesen Pfeifen ermöglichte es, durch die Übereinstimmungen mit den Beschriftungen im Gehäuse der ehemaligen Lettnerorgel, für diese ebenfalls Richborn als Orgelbauer zu identifizieren. Anhand des erhaltenen Positivs in Skokloster (Schweden) rekonstruierte Mads Kjersgaard die ehemalige Lettnerorgel der Jakobikirche im Jahr 2003.
Richborn baute Orgeln im Bereich der deutschen Nord- und Ostseeküste von Ostfriesland über Nordfriesland bis Mecklenburg-Vorpommern, aber auch Instrumente in Skandinavien. Im Wesentlichen haben nur zwei Instrumente in Deutschland und eines in Schweden die Jahrhunderte überstanden, darunter die bedeutende, fast vollständig erhaltene Orgel in Buttforde (1681). Register der Orgel in Buttforde dienten für Register des Hauptwerks und des Pedal der 2001–2002 von Winold van der Putten gebauten Orgel der Kirche in Bremen-Walle als Vorbild.
Eine kleine Richborn-Orgel von 1684 in der Schlosskapelle zu Bützow ließ 1794 die Fürstin Juliane zu Schaumburg-Lippe für eine Spende von 150 Reichstalern in die Dorfkirche zu Ruchow umsetzen. Dort wurde sie 1796 durch den Orgelbaumeister Heinrich Schmidt aus dem Kloster Dobbertin aufgestellt und wurde später umgebaut. 2012 wurde diese Orgel durch den Orgelsachverständigen und Leiter des Mecklenburgischen Orgelmuseums Friedrich Drese in Malchow als Richborn-Positiv wiederentdeckt und durch die Firma Orgelbau Jehmlich in Dresden restauriert (Einweihung am 4. Juni 2016). Sie ist das älteste erhaltene Orgelpositiv in Mecklenburg-Vorpommern.
Im Jahre 1684 begann Richborn mit dem Bau der Orgel für die Nikolaikirche zu Elmshorn, verstarb aber während der Arbeiten. Diese Orgel wurde von Arp Schnitger fertiggestellt. Richborns Sohn Otto Diedrich Richborn wurde ebenfalls Orgelbauer und führte die Schnitger-Tradition fort.

## Werke
Von Jochim Richborn sind einige Neubauten, Umbauten und Reparaturen bekannt. Erhalten sind das Positiv der Orgel von St. Marien (Buttforde), Teile der Positive in der Kirche Skokloster, in Møgeltønder und in der Dorfkirche Ruchow sowie einige Prospekte.
In der fünften Spalte der Tabelle bezeichnet die römische Zahl die Anzahl der Manuale, ein großes „P“ ein selbstständiges Pedal, ein kleines „p“ ein nur angehängtes Pedal und die arabische Zahl in der sechsten Spalte die Anzahl der klingenden Register. Nicht mehr vorhandene Instrumente sind kursiv gesetzt.
Orgelneubauten
| Jahr      | Ort                   | Gebäude                             | Bild | Manuale | Register | Bemerkungen |
| --------- | --------------------- | ----------------------------------- | ---- | ------- | -------- | --- |
| 1664      | Pakens                | Kirche zum Heiligen Kreuz           |      | I/p     | 8        | Gehäuse und Pfeifen in einigen Registern erhalten; 1951–1960 von Alfred Führer erweitert (II/P/15) |
| 1667      | ?                     |                                     |      | II      | 9        | Herkunft unbekannt, Zuschreibung aufgrund Ähnlichkeit mit Lübecker Positiv (1673), 1674 von Carl Gustaf Wrangel an das Kloster Skokloster geschenkt. 1804 nach Häggeby umgesetzt, 1843 nach Kalmar (Uppland), seit 1931 wieder ins Skokloster, 1964 Rekonstruktion und Restaurierung durch Mads Kjersgaard, einige Teile erhalten                                                                                             |
| um 1670   | Hamburg               | St. Michaelis                       |      | II/P    | 20       | erster großer Orgelbau, Abnahme durch Matthias Weckmann und den Michaelisorganisten Frank Dietrich Knoop (?–1679); 1712–1714 durch einen Neubau (III/P 52) Arp Schnitgers ersetzt, der 1750 beim Brand zerstört wurde. |
| 1673      | Lübeck                | Jakobikirche                        |      | I       | 8        | Lettnerorgel; das Pfeifenwerk wurde 2003 von Mads Kjersgaard rekonstruiert; das Gehäuse ist erhalten → Richborn-Positiv der Jakobikirche (Lübeck) |
| 1674      | Grevesmühlen          | St. Nikolai                         |      | I/P     | 12       | nicht erhalten |
| 1684      | ?                     |                                     |      | I       | 5        | Zuschreibung, baugleich mit La Laguna, Baujahr in Balginschrift, Anfänge unbekannt, 1770 in Schlosskapelle Bützow, 1796 durch Heinrich Schmidt in Dorfkirche Ruchow umgesetzt, erweitert (I/p/7) und mit hölzernem Umbau versehen, 2012 Urheberschaft Richborns entdeckt, und durch Jehmlich auf ursprüngliche Form rekonstruiert und restauriert, am 4. Juni 2016 Orgelweihe, älteste erhaltene Orgel in Mecklenburg → Orgel |
| 1677      | Berdum                | Pfarrkirche Maria-Magdalena         |      | I       | 6        | 1789 nach Grimersum verkauft und dort später ersetzt |
| 1679      | Møgeltønder, Dänemark | Kirke (Schlosskapelle Schackenborg) |      | I       | 9        | Zuschreibung; 1906 von Marcussen & Søn umdisponiert und 1957 von Rudolf von Beckerath um ein Rückpositiv erweitert |
| 1680      | Norrköping, Schweden  | Hedvigs kyrka (Deutsche Kirche)     |      |         | 18       | 1719 mit Kirche verbrannt |
| 1680er    | La Laguna, Teneriffa  | Convento de St. Catalina            |      | I       | 5        | von Rudolff Meyer 1725 nach Teneriffa verkauft und als sein eigenes Werk ausgegeben |
| 1681      | Buttforde             | St.-Marienkirche                    |      | I/p     | 9        | Positiv; fast vollständig erhalten → Orgel von St. Marien (Buttforde) |
| 1682      | Barmstedt             | Heiligen-Geist-Kirche               |      | II      | 9        | 1718 im Zuge des Kirchenneubaus verkauft |
| 1681–1683 | Tönning               | St. Laurentius                      |      | II/P    | 30       | 1739 ersetzt, Gehäuse erhalten |
| 1683      | Hamburg-Moorfleet     | St. Nikolai                         |      | II/P    |          | Prospekt erhalten |
| 1684      | Elmshorn              | Nikolaikirche                       |      | II/P    | 23       | starb während der Arbeiten, Vollendung durch Arp Schnitger; Gehäuse und Prospekt erhalten |

Weitere Arbeiten
| Jahr      | Ort        | Gebäude             | Bild | Manuale | Register | Bemerkungen |
| --------- | ---------- | ------------------- | ---- | ------- | -------- | --- |
| 1662–1663 | Steinbek   | Kirche              |      |         |          | Wiederherstellung der beschädigten Orgel. Abnahme der Arbeit durch Matthias Weckmann                                          |
| 1667–1668 | Altenbruch | St.-Nicolai-Kirche  |      | II/P    | 25       | Reparatur, Richborn wurde der Gemeinde durch Matthias Weckmann empfohlen; heute III/P/35                                      |
| 1668      | Groden     | St. Abundus         |      |         |          | Reparatur |
| 1671      | Hamburg    | Waisenhaus          |      |         |          | Umbau des Positivs |
| 1671      | Uetersen   |                     |      |         |          | Umbau; nicht erhalten |
| 1671–1673 | Lübeck     | Jakobikirche        |      | III/P   | 51       | große Orgel, umfangreicheErweiterung; einige Richborn-Register erhalten → Große Orgel der Jakobikirche (Lübeck)               |
| 1673      | Lübeck     | Marienkirche        |      |         |          | große Orgel, Umbau für Dietrich Buxtehude                                                                                     |
| 1676–1677 | Hamburg    | St. Maria Magdalena |      |         |          | Reparatur |
| 1664–1682 | Hamburg    | St. Katharinen      |      | IV/P    | 58       | Erweiterung und Reparaturen, einige neue Register, darunter ein Prinzipal 32′ für das Pedal; einige Register erhalten → Orgel |